# Let Me Ride
«Let Me Ride» es una canción de Dr. Dre, el tercer sencillo del álbum The Chronic. Logró un éxito moderado en las listas de éxitos hasta convertirse en un "hit" después de que Dr. Dre ganara el Grammy de Mejor Actuación de Rap en su edición de 1994. Snoop Doggy Dogg participa con una frase, "Rollin' in my 6-4", que da paso al estribillo desde las estrofas y también la pronuncia de fondo. Las canciones son interpretadas por Ruben y Jewell, y la letra fue compuesta por RBX, quien explica que Dr. Dre las utilizó aunque originalmente habían sido escritas para otra canción.
Este sencillo contribuyó a que The Chronic lograra el triple disco de platino (más de 3 millones de copias vendidas). Contiene numerosos extractos tomados de discos clásicos de funk como "Mothership Connection" de Parliament, "Funky Drummer" de James Brown y del éxito "Kissin' My Love" de 1972 de Bill Withers.

## Remezclas oficiales
La canción tiene un remix con versos de Snoop Dogg y Daz, y una aparición de George Clinton que se grabó simultáneamente con la versión original y fue lanzado en 12 pulgadas cuando la versión como solista fue elegida para formar parte del álbum. El beat más tarde fue rehecho como un remix g-funk y la instrumental fue utilizada para el Up in Smoke Tour en 2000. Dr. Dre produjo también el ritmo del remix.

## Apariciones en otros medios
El rapero The Game se refiere a "Let Me Ride" en una canción suya, titulada "Put You on the Game", donde narra cómo está en un coche con Dre y prostitutas detrás gritando, "Let Me Ride" (permiteme montarte). También Fabolous lo referencia en su tema "Can't Deny It", donde dice "perras gritando Let Me Ride, como si yo fuera Snoop y Dr. Dre". Nate Dogg también se refiere a "Let Me Ride" en la canción de Warren G "Regulate" del álbum Regulate... G Funk Era en la que dice, "ella dijo, mi carro se descompuso y parece muy bonito, ¿puedes montarme?".

## Posición en las listas
| Listas                           | Posiciones       |
| -------------------------------- | ---------------- |
| U.S. Billboard Hot 100           | 34               |
| Hot R&B/Hip-Hop Singles & Tracks | 34               |
| Rhythmic Top 40                  | 21               |
| Hot Dance Music/Club Play        | 45               |
| Hot Rap Singles                  | 3                |
| Grammy Awards                    | Best Rap Soloist |